# Sintonia (serie televisiva)
Sintonia è una serie televisiva brasiliana creata e diretta da KondZilla.
La prima stagione è stata distribuita il 9 agosto 2019 su Netflix, in tutti i paesi in cui il servizio è disponibile.

## Trama
La serie racconta la storia di Doni, Nando e Rita, tre ragazzi cresciuti insieme nella stessa favela di São Paulo, dove sono stati influenzati dal mondo del genere musicale funk, del narcotraffico e della chiesa evangelica.
Narrata attraverso le prospettive di tre personaggi diversi, la serie esplora l'interconnessione tra questi ambienti.

## Episodi
| Stagione       | Episodi | Pubblicazione Brasile | Pubblicazione Italia |
| -------------- | ------- | --------------------- | -------------------- |
| Prima stagione | 6       | 2019                  | 2019                 |

## Promozione
Il 17 giugno 2019, è stato pubblicato il teaser della serie. Il trailer è stato diffuso da Netflix l'11 luglio 2019.
La première della serie si è svolta il 30 luglio 2019, alla Cinemateca Brasileira di São Paulo, dove sono stati proiettati i primi due episodi.

## Colonna sonora
Sintonia (Uma Série Original Netflix Sintonia Kondzilla)
1. Funk da Netflix
2. Te Amo Sem Compromisso
3. Passei de Nave
4. Não Vai Ser Fácil (Taxado de Boy)
5. Tira Meu Nome da Boca